# Pio Yukwan Deng
Pio Yukwan Deng (* 1. Januar 1921 in Aweci, Anglo-Ägyptischer Sudan; † 3. Dezember 1976) war ein sudanesischer römisch-katholischer Geistlicher und Bischof von Malakal.

## Leben
Pio Yukwan Deng empfing am 6. Januar 1956 das Sakrament der Priesterweihe für die Apostolische Präfektur Malakal. Papst Paul VI. bestellte ihn am 19. August 1967 zum ersten Apostolischen Präfekten von Malakal. Von 1973 bis 1974 fungierte er zudem als Präsident der Sudanesischen Bischofskonferenz.
Am 12. Dezember 1974 wurde Pio Yukwan Deng infolge der Erhebung der Apostolischen Präfektur Malakal zum Bistum erster Bischof von Malakal. Der Präfekt der Kongregation für die Evangelisierung der Völker, Agnelo Kardinal Rossi, spendete ihm am 6. April 1975 in der St.-Teresa-Kathedrale in Juba die Bischofsweihe; Mitkonsekratoren waren der Apostolische Pro-Nuntius im Sudan, Erzbischof Ubaldo Calabresi, und der Erzbischof von Juba, Ireneus Wien Dud.